# 아이스 팩

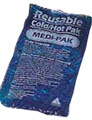
아이스 팩

아이스 팩(영어: ice pack)은 간 얼음이나 냉매제, 혹은 얼은 채소들을 플라스틱 통에 넣어 만든 것이다. 보통 무독성이며, 비열이 매우 높기 때문에 열을 매우 많이 흡수할 수 있다. 일반적으로 플라스틱 통 또는 천에 싸여 있는 형태를 지닌다.
음식물이 변질되는 것을 막는 데에 주로 사용된다.

## 같이 보기
- 손난로
- 물주머니